# Piteglio
Piteglio – miejscowość i gmina we Włoszech, w regionie Toskania, w prowincji Pistoia.
Według danych na rok 2004 gminę zamieszkiwały 1873 osoby, 37,5 os./km².
1 stycznia 2017 gmina została zlikwidowana.